# 12593 Shashlov
12593 Shashlov è un asteroide della fascia principale. Scoperto nel 1999, presenta un'orbita caratterizzata da un semiasse maggiore pari a 2,3965519 au e da un'eccentricità di 0,0916944, inclinata di 3,94567° rispetto all'eclittica.
L'asteroide è dedicato allo studente russo Anthon Michailovich Shashlov.